# Fazer Beber
"Fazer Beber" é uma canção gravada pelo cantor brasileiro Gusttavo Lima, e foi lançada no dia 15 de dezembro de 2012 e extraída do álbum Ao Vivo em São Paulo. O video oficial foi lançado juntamente com a canção, e trouxe a participação do jogador de futebol Neymar. A música que é o segundo single do álbum, vem com agito para embalar o verão. A canção foi escrita pelo cantor e compositor Nelson Nascimento, que havia gravado e lançado a mesma no álbum Nelson Nascimento - Volume 1 em 2007, e nesse mesmo ano foi gravada pelo grupo Cavaleiros do Forró, que cantou com Nelson no álbum Cavaleiros do Forró - Ao Vivo em Caruaru. 

## Lista de Faixas
| Download digital no iTunes |               |         |  |
| N.º                        | Título        | Duração |  |
| 1.                         | "Fazer Beber" | 2:53    |  |

## Desempenho nas paradas
| Paradas (2013)                     | Melhor posição |
| ---------------------------------- | -------------- |
| Brasil (Billboard Hot 100 Airplay) | 79             |